# Dan državnosti (Hrvaška)
Dan državnosti (hrvaško Dan državnosti, izgovorjeno [dan dr̩ʒaʋnosti]) je vsakoletni državni praznik, s katerim na Hrvaškem proslavijo konstituiranje prvega sodobnega večstrankarskega hrvaškega parlamenta (sabora) leta 1990. Kot javni in državni praznik je to na Hrvaškem dela prost dan za vse javne uslužbence in večino drugih zaposlenih.
Čeprav ni strogih ali jasno določenih oblik praznovanja tega dne, ga Hrvatje običajno praznujejo na prostem. Na ta dan običajno priredijo družinska srečanja, piknike, žar, izobesijo zastavo ter se udeležijo civilnih in vojaških parad.

## Zgodovina
30. maja 1990 je bil po volitvah sklican prvi sodobni večstrankarski hrvaški parlament. 25. junija 1991 je po referendumu o neodvisnosti 19. maja 1991 Hrvaška razglasila neodvisnost, vendar je bil zaradi sprejetja brionskega sporazuma na odločitev uveden trimesečni moraotorij, paralament pa je vse preostale vezi z Jugoslavijo prekinil 8. oktobra 1991.
30. maj se je od leta 1990 do leta 2002 obeleževal kot dan suverenosti. Vlada Ivice Račana je dan državnosti leta 2002 prerstavila na 25. junij, 30. dan pa je postal (delovni) spominski dan z imenom dan hrvaškega sabora (hrvaško Dan Hrvatskog sabora). 8. oktober je bil od leta 2002 do leta 2019 praznik dan neodvisnosti, nato pa je bil razglašen za (delovni) spominski dan.
V istem času je neodvisnost od Jugoslavije razglasila tudi Slovenija in je njen dan državnosti 25. junija sovpadal s hrvaškim dnevom državnosti. 14. novembra 2019 je hrvaški parlament sprejel nov zakon o praznikih, s katerim se je dan državnosti prestavil na 30. maj. Prejšnji datum, 25. junij, je postal (delovni) dan neodvisnosti, ki se je prej praznoval 8. oktobra.

## Aktivnosti in praznovanja
Običajne državne aktivnosti na ta dan obsegajo govor predsednika Hrvaške in funkcionarjev ter komemoracijo hrvaške vojne za neodvisnost. Prva vojaška parada Oboroženih sil Republike Hrvaške je potekala v Jarunu leta&1995.